# Disney Channel (Brasile)
Disney Channel è un canale televisivo che trasmette in Brasile nato il 5 aprile 2001 come canale via cavo, versione locale della rete statunitense omonima.

## Storia
Nato inizialmente nel 1997 con il nome Disney Weekend, un canale pay-per-view che ha trasmesso fino al 2001. Nel 2001 nasce la versione ufficiale per il Brasile con 24 ore di trasmissione totalmente in portoghese, lingua principale del paese solo per abbonati in DirecTV. Inizia la diffusione alle ore 20.00 con il film Il re leone e il giorno dopo inizia la regolare trasmissione. Dallo stesso anno inizia la produzione della versione brasiliana di Zapping Zone che viene trasmesso fino al 2012. In seguito ha prodotte altre serie televisive.
Nel 2004 Anne Sweeney, elette nuova direttrice del gruppo Disney–ABC Television Group, cambia in modo radicale il volto del canale e le loro programmazioni, anche in Brasile.
Per la maggior parte dei programmi la stessa programmazione della versione statunitense, infatti ha trasmesso negli anni serie quali Hannah Montana, I maghi di Waverly, Sonny tra le stelle,  Jonas L.A. e altre serie prodotte dalla versione statunitense. Lo studio principale è sito a San Paolo. Il canale è disponibile anche in alta definizione, infatti in Brasile, Disney Channel è stato il primo canale per bambini a essere in HD.
Il 31 marzo 2022, i canali Disney XD e Disney Junior hanno cessato le trasmissioni in Brasile. Disney Channel ha quindi rilevato il blocco Sabatona (maratona del sabato) a Disney XD e un blocco Disney Junior trasmesso ogni mattina.
Il 2 dicembre 2024, Disney ha annunciato che avrebbe chiuso tutti i suoi canali televisivi lineari in Brasile il 28 febbraio 2025 (ad eccezione di ESPN), dedicandosi interamente a Disney+.

## Produzioni integrali
- Um Menino Muito Maluquinho (2006-2008): serie televisiva finalista agli Emmy del 2007[7].
- Floribella (2006-2009): telenovela con protagonisti Juliana Silveira basata sull'argentina Flor - Speciale come te[8].
- Quando Toca o Sino (2009-2011): serie televisiva basata sul format statunitense As the Bell Rings[9].
- Zapping Zone (2001-2012):  programma televisivo trasmesso su questo canale.
- Que Talento! (2014-2016):  programma televisivo trasmesso su questo canale.
- Juacas - I ragazzi del surf (2017-2019): programma televisivo trasmesso su questo canale.
- Z4 (2018-2019): programma televisivo trasmesso su questo canale.